# Etosuximidă
Etosuximida este un medicament derivat de succinimidă, care este utilizat ca agent antiepileptic, în tratamentul unor tipuri de epilepsie. Calea de administrare disponibilă este cea orală. Poate fi utilizat în asociere cu valproat.
Medicamentul a fost aprobat pentru uz medical în Statele Unite ale Americii în anul 1960. Se află pe lista medicamentelor esențiale ale Organizației Mondiale a Sănătății. Este disponibil sub formă de medicament generic.

## Utilizări medicale
Etosuximida este utilizată ca medicament anticonvulsivant, în tratamentul unor tipuri de epilepsie, precum sunt convulsiile generalizate de tip absență (micul rău epileptic). Este adesea utilizată în combinație cu alte antiepileptice pentru a eficientiza tratamentul convulsiilor mixte.

## Reacții adverse
Principalele efecte adverse asociate tratamentului cu etosuximidă sunt: pierderea apetitului, diareea și oboseala.